# Meradong
Huyện Meradong là một huyện thuộc bang Sarawak của Malaysia. Huyện Meradong có dân số thời điểm năm 2010 ước tính khoảng 28672 người.